# U/21 Europamesterskabet i fodbold 2007
U-21 Europamesterskabet i fodbold 2007 blev afholdt fra den 10. til den 23. juni 2007 og var den 16. udgave af U-21 Europamesterskabet i fodbold.
Holland, der var den forsvarende vinder af turneringen, blev udvalgt som værtsnation for turneringen, og de var derved også fritaget for kvalifikation. Værtnationen blev valgt den 15. december 2005. England, Italien, Portugal, Tyrkiet og Sverige havde på forhånd ansøgt om værtsskab. Af de 52 medlemmer af UEFA var det kun Færøerne, som ikke deltog i kvalifikationen. Det handlede i kvalifikationen om at finde de syv deltagende landshold ud fra 50 mulige.
Turneringen var også den europæiske kvalifikation til sommer-OL 2008.

## Stadioner
| By         | Stadion             | Kapacitet |
| ---------- | ------------------- | --------- |
| Arnhem     | Gelredome           | 25.000    |
| Heerenveen | Abe Lenstra Stadion | 26.100    |
| Groningen  | Euroborg            | 22.550    |
| Nijmegen   | De Goffert          | 13.000    |

## Gruppespil

### Gruppe A
| Hold          | Pla | V | U | T | M+ | M- | MF | P |
| ------------- | --- | - | - | - | -- | -- | -- | - |
| Holland U/21  | 3   | 2 | 1 | 0 | 5  | 3  | +2 | 7 |
| Belgien U/21  | 3   | 1 | 2 | 0 | 3  | 2  | +1 | 5 |
| Portugal U/21 | 3   | 1 | 1 | 1 | 5  | 2  | +3 | 4 |
| Israel U/21   | 3   | 0 | 0 | 3 | 0  | 6  | −6 | 0 |

| 10. juni 2007 18:15 CEST |

| Holland U/21 | 1 – 0 | Israel U/21 |
| ------------ | ----- | ----------- |
| Maduro 10'   |       |             |

| Abe Lenstra Stadion, Heerenveen Tilskuere: 22.013 Dommer: Damir Skomina (Slovenien) |

| 10. juni 2007 20:45 CEST |

| Portugal U/21 | 0 – 0 | Belgien U/21 |
| ------------- | ----- | ------------ |
|               |       |              |

| Euroborg, Groningen Tilskuere: 7.197 Dommer: Robert Małek (Polen) |

| 13. juni 2007 18:15 CEST |

| Israel U/21 | 0 – 1 | Belgien U/21   |
| ----------- | ----- | -------------- |
|             |       | Mirallas 82' · |

| Abe Lenstra Stadion, Heerenveen Tilskuere: 5.239 Dommer: Craig Thomson (Skotland) |

| 13. juni 2007 20:45 CEST |

| Holland U/21                   | 2 – 1 | Portugal U/21 |
| ------------------------------ | ----- | ------------- |
| Babel 33' (str.) · Rigters 75' |       | Veloso 77' ·  |

| Euroborg, Groningen Tilskuere: 19.498 Dommer: Knut Kircher (Tyskland) |

| 16. juni 2007 20:45 CEST |

| Holland U/21              | 2 – 2 | Belgien U/21                  |
| ------------------------- | ----- | ----------------------------- |
| Rigters 13' · Drenthe 37' |       | Mirallas 9' · Pocognoli 70' · |

| Abe Lenstra Stadion, Heerenveen Tilskuere: 24.099 Dommer: Stéphane Lannoy (Frankrig) |

| 16. juni 2007 20:45 CEST |

| Israel U/21 | 0 – 4 | Portugal U/21                                        |
| ----------- | ----- | ---------------------------------------------------- |
|             |       | Fernandes 37' · Vaz Tê 45' · Veloso 49' · Nani 50' · |

| Euroborg, Groningen Tilskuere: 10.833 Dommer: Zsolt Szabó (Ungarn) |

### Gruppe B
| Hold                 | Pla | V | U | T | M+ | M- | GD | Pts |
| -------------------- | --- | - | - | - | -- | -- | -- | --- |
| Serbien U/21         | 3   | 2 | 0 | 1 | 2  | 2  | 0  | 6   |
| England U/21         | 3   | 1 | 2 | 0 | 4  | 2  | +2 | 5   |
| Italien U/21         | 3   | 1 | 1 | 1 | 5  | 4  | +1 | 4   |
| Tjekkoslovakiet U/21 | 3   | 0 | 1 | 2 | 1  | 4  | −3 | 1   |

| 11. juni 2007 18:15 CEST |

| Tjekkoslovakiet U/21 | 0 – 0 | England U/21 |
| -------------------- | ----- | ------------ |
|                      |       |              |

| Gelredome, Arnhem Tilskuere: 9.382 Dommer: Zsolt Szabó (Ungarn) |

| 11. juni 2007 20:45 CEST |

| Serbien U/21    | 1 – 0 | Italien U/21 |
| --------------- | ----- | ------------ |
| Milovanović 63' |       |              |

| De Goffert, Nijmegen Tilskuere: 8.347 Dommer: Stéphane Lannoy (Frankrig) |

| 14. juni 2007 18:15 CEST |

| Tjekkoslovakiet U/21 | 0 – 1 | Serbien U/21     |
| -------------------- | ----- | ---------------- |
|                      |       | Janković 90+3' · |

| De Goffert, Nijmegen Tilskuere: 6.109 Dommer: Robert Małek (Polen) |

| 14. juni 2007 20:45 CEST |

| England U/21          | 2 – 2 | Italien U/21                   |
| --------------------- | ----- | ------------------------------ |
| Nugent 24' · Lita 26' |       | Chiellini 36' · Aquilani 69' · |

| Gelredome, Arnhem Tilskuere: 17.103 Dommer: Damir Skomina (Slovenien) |

| 17. juni 2007 20:45 CEST |

| Italien U/21                              | 3 – 1 | Tjekkoslovakiet U/21 |
| ----------------------------------------- | ----- | -------------------- |
| Aquilani 4' · Chiellini 29' · Rossi 45+1' |       | Papadopulos 14' ·    |

| Gelredome, Arnhem Tilskuere: 7,167 Dommer: Craig Thomson (Skotland) |

| 17. juni 2007 20:45 CEST |

| England U/21             | 2 – 0 | Serbien U/21 |
| ------------------------ | ----- | ------------ |
| Lita 5' · Derbyshire 77' |       |              |

| De Goffert, Nijmegen Tilskuere: 9.133 Dommer: Knut Kircher (Tyskland) |

## Kvalifikation til OL
Da England havde valgt ikke at deltage ved sommer-OL 2008, skulle den fjerede europæiske plads findes blandt de to treere. Det blev Italien, som tog den sidste plads ved sommer-OL 2008 efter 0-0 i ordinær spilletid og forlænget spilletid og 3-4 efter straffesparkskonkurrence.
| 21. juni 2007 20:45 CEST |

| Portugal U/21 | 0 – 0 (a.e.t.) | Italien U/21 |
| ------------- | -------------- | ------------ |
|               | Rapport        |              |

| De Goffert, Nijmegen Tilskuere: 5.161 Dommer: Stéphane Lannoy (Frankrig) |

|                                        |       | Straffesparkskonkurrence           |  |
| Moutinho Nani Fernandes Veloso Antunes | 3 – 4 | Pellè Montolivo Criscito Palladino |  |

## Slutspil

### Overblik
|  | Semifinaler           | Semifinaler  |   |  | Finale               | Finale |  |
|  |                       |              |   |  |                      |        |  |
|  | 20. juni – Heerenveen |              |   |  |                      |        |  |
|  | Holland U/21          | 1 (13)       |   |  |                      |        |  |
|  | England U/21          | 1 (12)       |   |  |                      |        |  |
|  |                       |              |   |  |                      |        |  |
|  |                       |              |   |  | 23. juni – Groningen |        |  |
|  |                       |              |   |  | Holland U/21         | 4      |  |
|  |                       | Serbien U/21 | 1 |  |                      |        |  |
|  |                       |              |   |  |                      |        |  |
|  |                       |              |   |  |                      |        |  |
|  |                       |              |   |  |                      |        |  |
|  | 20. juni – Arnhem     |              |   |  |                      |        |  |
|  | Serbien U/21          | 2            |   |  |                      |        |  |
|  | Belgien U/21          | 0            |   |  |                      |        |  |

### Semifinaler
| 20. juni 2007 18:15 CEST |

| Holland U/21 | 1 – 1 (a.e.t.) | England U/21 |
| ------------ | -------------- | ------------ |
| Rigters 89'  | Rapport        | Lita 39' ·   |

| Abe Lenstra Stadion, Heerenveen Tilskuere: 23.467 Dommer: Knut Kircher (Tyskland) |

| |         | Straffesparkskonkurrence |  |
| Babel Drenthe Janssen Beerens Maduro De Ridder Zuiverloon Rigters Kruiswijk Waterman Beerens Drenthe Maduro Janssen De Ridder Zuiverloon | 13 – 12 | Young Milner Noble Hoyte Derbyshire Ferdinand Carson Rosenior Reo-Coker Taylor Young Milner Noble Hoyte Derbyshire Ferdinand |  |

| 20. juni 2007 20:45 CEST |

| Serbien U/21          | 2 – 0   | Belgien U/21 |
| --------------------- | ------- | ------------ |
| Kolarov 4' · Mrđa 87' | Rapport |              |

| Gelredome, Arnhem Tilskuere: 17.438 Dommer: Robert Małek (Polens fodboldforbund) |

### Finale
| 23. juni 2007 20:45 CEST |

| Holland                                           | 4 – 1   | Serbien    |
| ------------------------------------------------- | ------- | ---------- |
| Bakkal 17' · Babel 60' · Rigters 67' · Bruins 87' | Rapport | Mrđa 79' · |

| Euroborg, Groningen Dommer: Damir Skomina (Slovenien) |

| HOLLAND:      |    |                     |     |     |
|               |    |                     |     |     |
| GK            | 1  | Boy Waterman        |     |     |
| RB            | 2  | Gianni Zuiverloon   |     |     |
| CB            | 4  | Arnold Kruiswijk    |     |     |
| CB            | 18 | Ryan Donk           |     |     |
| LB            | 5  | Erik Pieters        |     | 89' |
| DM            | 6  | Hedwiges Maduro (k) |     |     |
| CM            | 8  | Royston Drenthe     | 9'  | 78' |
| CM            | 11 | Daniël de Ridder    |     |     |
| AM            | 10 | Otman Bakkal        |     |     |
| CF            | 13 | Maceo Rigters       |     | 69' |
| CF            | 9  | Ryan Babel          |     |     |
| Udskiftere:   |    |                     |     |     |
| MF            | 12 | Luigi Bruins        |     | 69' |
| FW            | 14 | Roy Beerens         | 89' | 78' |
| DF            | 19 | Calvin Jong-a-Pin   |     | 89' |
| Træner:       |    |                     |     |     |
| Foppe de Haan |    |                     |     |     |

| SERBIEN:       |    |                        |          |     |
|                |    |                        |          |     |
| GK             | 1  | Damir Kahriman         |          |     |
| RB             | 3  | Antonio Rukavina       | 89'      |     |
| CB             | 2  | Branislav Ivanović (k) | 62'      |     |
| CB             | 11 | Duško Tošić            | 43'      |     |
| LB             | 6  | Aleksandar Kolarov     | 28', 62' |     |
| DM             | 7  | Milan Smiljanić        |          |     |
| LM             | 13 | Nikola Drinčić         |          | 65' |
| RM             | 19 | Dušan Basta            |          | 73' |
| CM             | 10 | Dejan Milovanović      |          |     |
| SS             | 8  | Boško Janković         |          |     |
| CF             | 9  | Đorđe Rakić            |          | 73' |
| Udskiftere:    |    |                        |          |     |
| MF             | 21 | Zoran Tošić            |          | 65' |
| MF             | 14 | Stefan Babović         |          | 73' |
| FW             | 18 | Dragan Mrđa            | 82'      | 73' |
| Træner:        |    |                        |          |     |
| Miroslav Đukić |    |                        |          |     |

| Man of the Match: Ryan Babel Linjedommere: Manuel Navarro Tomas Mokos Fjerdedommer: Stéphane Lannoy |

## Målscorere
4 mål
- Maceo Rigters

3 mål
- Leroy Lita

2 mål
- Alberto Aquilani
- Ryan Babel
- Giorgio Chiellini
- Kevin Mirallas
- Dragan Mrđa
- Miguel Veloso

1 mål
- Otman Bakkal
- Luigi Bruins
- Matt Derbyshire
- Royston Drenthe
- Manuel Fernandes
- Boško Janković
- Aleksandar Kolarov
- Hedwiges Maduro
- Dejan Milovanović
- Nani
- David Nugent
- Michal Papadopulos
- Sebastien Pocognoli
- Giuseppe Rossi
- Ricardo Vaz Tê